# Yuri (đảo)
Yuri (tiếng Nhật: 勇留島 Hán Việt:Dũng Lưu; tiếng Nga: Юрий) là một hòn đảo thuộc Quần đảo Kuril. Đảo Yuri thuộc về một nhóm đảo được gọi chung là Habomai, là hòn đảo gần bờ biển Nhật Bản nhất trong Quần đảo Kuril. Chủ quyền của hòn đảo này là tranh chấp giữa Nhật Bản và Nga